# Chaco Central
El Chaco Central es como se le conoce al sector del Gran Chaco delimitado al norte por el Pilcomayo-Araguay y al sur por el antiguo cauce del Bermejo y Teuco.

## Geopolítica
Actualmente en su mayor parte corresponde a la provincia argentina de Formosa y a "La Banda Grande" o Chaco salteño, mientras que al noroeste se extiende al Chaco tarijeño o "Monte Bravo"; al sur se delimita por el antiguo cauce del río Bermejo, cauce que fuera también llamado Ypitá (es decir: "agua roja" en avañe'ẽ —o guaraní—, aunque en la zona los guaraníes nunca fueron una etnia prevalecente); al norte los límites visibles del Chaco Central se difuminan en áreas tectónicas de hundimiento por las que discurre el Pilcomayo que dan lugar a humedales como los Esteros de Patiño y los Bañados de la Estrella.
Tales humedales, por consecuencias antrópicas (derivación de caudales etc.), durante la segunda mitad del s. XX y el primer lustro del s. XXI se han visto muchas veces desecados.
Históricamente el Chaco Central es asimismo conocido como Llanos de Andrés Manso - Yapizlaga - Tierras de Gulgoritotá o Chaco Gualamba.
Como parte del Gran Chaco es también parte de la gran Llanura Chacopampeana. En líneas generales mantiene las características de las otras dos grande regiones del Gran Chaco: el Chaco Central, entre el Chaco Boreal y el Chaco Austral se encuentra —en estado natural— cubierto por selvas y bosques que tienen su clímax en sus extremos occidental (en donde se encuentra con los sistemas orográficos preandinos como el de Aguaragüe) y oriental, siendo en la parte oriental humectada por los valles de inundación de los ríos: Paraguay, Pilcomayo y Bermejo.
Aunque las áreas centrales del Chaco Central corresponden a biomas de parque, abundan la selva de galería a orillas de los ríos, riachos y lagunas, y las selvas húmedas en las que se destacan palmeras yatay en sus zonas cercanas al río Paraguay y a las serranías de Aguaragüe.

## Clima
El clima del Chaco Central o Llanos de Manso es tropical, con —debido a la continentalidad de esta región— importantes amplitudes térmicas día/noche y estacionales. De este modo, durante el invierno austral a las madrugadas (hacia las 6:00) la temperatura baja fácilmente a 10 °C, mientras que al mediodía (12:00) la temperatura puede ascender a los 30 °C; el invierno es una estación predominantemente seca. Durante el estío todo el tiempo es cálido y —en la parte oriental y la occidental de las serranías— pluvioso, en enero, febrero y marzo las temperaturas suelen superar los 40 °C y llegar a los 55 °C en las áreas centrales y occidentales.

## Hidrografía
Los tres principales ríos que en parte delimitan al Chaco Central: río Paraguay, río Pilcomayo y río Bermejo-Teuco constituyen por sus caudales y sus extensiones importantes hidrovías, pero la variación natural (debido a la llaneza del territorio) de los cauces de los ríos Pilcomayo y Bermejo, así como una incuria que ha favorecido a otros medios (más onerosos y antiecológicos) de transporte, ha hecho que hasta el presente tales potenciales hidrovías estén infrautilizadas.

## Grupos étnicos
Las principales etnias originarias que habitan el Chaco Central son, de oeste a este, las siguientes: wichí-weenhayek (mal llamados "matacos"), chorotí, pilagá, chiriguanos (en el extremo noroeste, el nombre por el cual es más conocida esta etnia de mixogénesis forzada entre guaraníes y mujeres arawakas del grupo hoy llamado chané es un adjetivo peyorativo de origen quechua pero, como la insultante palabra "guaycurú" que es de origen guaraní con los siglos han pasado a ser consuetudinarias de modo que hasta el reciente proceso de "reetnización" ocurrido a fines de siglo XX y a inicios del presente siglo los mismos pueblos que eran llamados con los "gentilicios" que originalmente eran insultos hacia ellos impuestos por sus vecinos llegaron a aceptar como propias tales denominaciones cuando tenían que expresar su identidad fuera del endogrupo. Actualmente los "chiriguanos", al saber el significado insultante de tal palabra, están usando el nombre de avá-guaraní (aunque tal nombre tampoco es correcto ya que solo alude a sus linajes avá y omite los casi siempre forzados linajes maternos de origen arawak-"chané"), chané (también en el extremo noroeste), maká en el extremo noroeste, y qom (mal llamados "tobas") en el centro.